# جزيرة عظم الفيل
جزيرة عظم الفيل أو جزيرة العاج أو جزيرة مُرفيل (بالفرنسية: Ile à Morfil)‏ هي جزيرة تقع بين نهريّ السنغال ودُوى شماليّ السنغال. يُشتق اسم «مُرفيل» من مُصطلحٍ فرنسيٍّ بائد يعني «خام العاج». تبعد الجزيرة عن البر قُرابة مائةٍ وخمسين كيلومترًا.
كانت هذه الجزيرة قلب إمارة تكرور قُرابة القرن الحادي عشر الميلادي، والإمارة المذكورة هي إحدى أولى الدول الإسلاميَّة في إفريقيا الغربيَّة، فصارت من أهم مراكز التجارة العابرة للصحراء الكبرى. أصبحت الجزيرة جُزءًا من مملكتيّ غانة، ثُمَّ مالي، ثُمَّ احتلَّتها فرنسا. أطلق الفرنسيُّون على الجزيرة اسمها هذا لكثرة الفيلة التي كانت تجوبها حينذاك، والتي اندثرت لكثرة ما صادها المُستوطنون. أبرز البلدات الواقعة على الجزيرة هي پُدُر وسلدة.